# Itabira (microregio)
Itabira is een van de 66 microregio's van de Braziliaanse deelstaat Minas Gerais. Zij ligt in de mesoregio Metropolitana de Belo Horizonte en grenst aan de microregio's Ouro Preto, Belo Horizonte, Sete Lagoas, Conceição do Mato Dentro, Guanhães, Ipatinga, Caratinga en Ponte Nova. De microregio heeft een oppervlakte van ca. 7.999 km². In 2006 werd het inwoneraantal geschat op 370.865.
Achttien gemeenten behoren tot deze microregio:
- Alvinópolis
- Barão de Cocais
- Bela Vista de Minas
- Bom Jesus do Amparo
- Catas Altas
- Dionísio
- Ferros
- Itabira
- João Monlevade
- Nova Era
- Nova União
- Rio Piracicaba
- Santa Bárbara
- Santa Maria de Itabira
- São Domingos do Prata
- São Gonçalo do Rio Abaixo
- São José do Goiabal
- Taquaraçu de Minas

Mesoregio's: Campo das Vertentes · Central Mineira · Jequitinhonha · Metropolitana de Belo Horizonte · Noroeste de Minas · Norte de Minas · Oeste de Minas · Sul e Sudoeste de Minas · Triângulo Mineiro e Alto Paranaíba · Vale do Mucuri · Vale do Rio Doce · Zona da Mata

Microregio's: Aimorés · Alfenas · Almenara · Andrelândia · Araçuaí · Araxá · Barbacena · Belo Horizonte · Bocaiuva · Bom Despacho · Campo Belo · Capelinha · Caratinga · Cataguases · Conceição do Mato Dentro · Conselheiro Lafaiete · Curvelo · Diamantina · Divinópolis · Formiga · Frutal · Governador Valadares · Grão Mogol · Guanhães · Ipatinga · Itabira · Itaguara · Itajubá · Ituiutaba · Janaúba · Januária · Juiz de Fora · Lavras · Manhuaçu · Mantena · Montes Claros · Muriaé · Nanuque · Oliveira · Ouro Preto · Pará de Minas · Paracatu · Passos · Patos de Minas · Patrocínio · Peçanha · Pedra Azul · Pirapora · Piumhi · Poços de Caldas · Ponte Nova · Pouso Alegre · Salinas · Santa Rita do Sapucaí · São João del-Rei · São Lourenço · São Sebastião do Paraíso · Sete Lagoas · Teófilo Otoni · Três Marias · Ubá · Uberaba · Uberlândia · Unaí · Varginha · Viçosa